# Morti nel 964
| Questa pagina contiene informazioni ricavate automaticamente dalle voci biografiche con l'ausilio del template Bio e di un bot. L'aggiornamento è periodico e automatico e ricostruisce completamente la pagina. Se manca una persona in questa lista, sei pregato di non aggiungerla, ma accertati piuttosto che la sua voce biografica contenga il template Bio e che i dati anagrafici siano correttamente compilati. Se il template Bio manca, inseriscilo tu stesso o, in alternativa, metti l'avviso {{tmp\|Bio}} che ne segnala la mancanza. Se i dati riportati sono sbagliati, correggi direttamente la voce biografica; le modifiche saranno visibili in questa lista entro pochi giorni. Per chiarimenti vedi il progetto biografie. La lista contiene solo le 9 persone che sono citate nell'enciclopedia e per le quali è stato implementato correttamente il template Bio. Pagina aggiornata al 10 feb 2025. |

- 27 marzo - Arnolfo I di Fiandra, conte
- 14 maggio - Papa Giovanni XII, papa italiano
- 3 luglio - Enrico I di Treviri, arcivescovo tedesco
- 27 dicembre - Jōzō, religioso giapponese (n. 891)
- Agatone di Gerusalemme, arcivescovo bizantino
- Bruningo, vescovo italiano
- Goffredo I della Bassa Lorena, nobile
- Pietro II, vescovo italiano
- Abū l-Qāsim al-Hasan, arabo (n. 911)